# John Varela
John Edinson Varela Prado (nacido el 6 de septiembre de 1987 en Cali, Colombia) es un futbolista colombiano nacionalizado uruguayo. Juega de Centrocampista. Actualmente juega en Yumbo F.C. equipo de la tercera division del Futbol Colombiano (Difutbol)

## Carrera

### River Plate
Nacido en Colombia, John Varela comenzó su carrera en Uruguay en el año 2009 jugando para el River Plate de Montevideo. Donde marcó 3 goles en 48 partidos para el equipo uruguayo teniendo destacadas actuaciones, hecho que hasta el momento se considera el más importante. Estaba radicado en Montevideo, Uruguay, no obstante obtuvo la nacionalidad uruguaya

### Cortulua
En comienzos del año 2013 llegó al Cortuluá a reforzar el equipo en donde logró el acenso a primera División. Jugó 94 partidos marcando 3 goles y teniendo destacadas actuaciones con en el equipo siendo muy ágil y técnico..

### Deportivo Pasto
En comienzos del año 2016 fue trasferido al Deportivo Pasto equipo en el cual pelearía el descenso ese mismo año, fue ficha clave en el equipo en las 10 primeras fechas anotando 2 goles.
Para el segundo torneo estaba en vilo la permanencia del jugador en el club ya que varios equipos tenían interés sobre el.
Actualmente con el cambio de estratega ha sido un jugador importante en el 11 ideal del equipo.

## Clubes
| Club             | País     | Año         |
| ---------------- | -------- | ----------- |
| River Plate      | Uruguay  | 2009 - 2013 |
| Cortuluá         | Colombia | 2013 - 2015 |
| Deportivo Pasto  | Colombia | 2016        |
| Rionegro Águilas | Colombia | 2017        |
| Cortuluá         | Colombia | 2018        |
| San Francisco    | Panamá   | 2020        |

### Palmarés
| Competición        | Equipo      | País    | Año  |
| ------------------ | ----------- | ------- | ---- |
| Torneo Preparación | River Plate | Uruguay | 2012 |
| Copa Integración   | River Plate | Uruguay | 2012 |